# Кочити (Њу Мексико)
Кочити (енгл. Cochiti) насељено је место без административног статуса у америчкој савезној држави Њу Мексико.

## Демографија
По попису из 2010. године број становника је 528, што је 21 (4,1%) становника више него 2000. године.
| Група             | 2000.     | 2010.     |
| Белци             | 9 (1,8%)  | 3 (0,6%)  |
| Афроамериканци    | 0 (0,0%)  | 0 (0,0%)  |
| Азијати           | 0 (0,0%)  | 0 (0,0%)  |
| Хиспаноамериканци | 16 (3,2%) | 35 (6,6%) |
| Укупно            | 507       | 528       |